# Partit Carlí de Catalunya
El Partit Carlí de Catalunya (PCdC o Partit Carlí Català) és la branca catalana del Partit Carlí, d'ideologia federalista i socialista autogestionari, que durant la dècada de 1970 va estar liderat per Carles Hug de Borbó i Parma.
Fou membre de l'Assemblea de Catalunya i del Consell de Forces Polítiques. En aquesta època entre els seus dirigents es trobaven Carles Feliu de Travy, Josep Carles Clemente, Josep Badia i Josep Lluís Herrera. Un altre destacat militant carlí era Joan Besa Esteve. L'òrgan de premsa del partit des de 1976 va ser la revista Avancem!. Anteriorment ho havia estat el butlletí mensual Som i serem, que havia començat a editar-se al març de 1971.
El 27 de juny de 1976 va celebrar un acte a Sant Miquel de Cuixà, conjuntament amb els partits carlins del País Valencià i de les Illes Balears, pel dret d'autodeterminació dels pobles, que va ser presidit per Carles Hug. Josep Badía seria un dels oradors de l'acte, dissertant sobre el «Socialisme d'Autogestió».
El 1977 va impulsar la candidatura a Congrés a Barcelona de la Candidatura d'Unitat Popular pel Socialisme (CUPS).
Fou legalitzat el juliol del 1977, després de les primeres eleccions democràtiques postfranquistes. Incapaç de conquerir un espai electoral propi, entrà en crisi el 1980 amb la dimissió de Carles Hug de Borbó.
El 2004 va elaborar un projecte d'Estatut per a Catalunya de caràcter confederal.
Durant els anys 2007, 2008 i 2009 organitzava la seva Diada nacional a Santa Margarida de Bianya.